# قوزلوجه (بستان‌آباد)
قوزلوجه یکی از روستاهای استان آذربایجان شرقی است که در دهستان مهران‌رود مرکزی بخش مرکزی شهرستان بستان‌آباد واقع شده‌است.این روستا ۴۸۹ نفر جمعیت دارد.